# Euplectrus bicolor
Euplectrus bicolor is een vliesvleugelig insect uit de familie Eulophidae. De wetenschappelijke naam is voor het eerst geldig gepubliceerd in 1795 door Swederus.